# مونتالچینو
مونتالچینو (به ایتالیایی: Montalcino) یک کومونه در ایتالیا است که در استان سیه‌نا واقع شده‌است. مونتالچینو ۲۴۳ کیلومترمربع مساحت و ۵٬۲۷۲ نفر جمعیت دارد و ۵۶۷ متر بالاتر از سطح دریا واقع شده.